# 2.ª circunscripción senatorial de Chile
La 2.ª circunscripción senatorial de Chile es una de las dieciséis entidades electorales de este tipo que conforman la República de Chile. Su territorio comprende la totalidad de las comunas de la Región de Tarapacá, ubicada geográficamente en el norte grande chileno. Fue creada en 2015 por medio de la ley 20.840, a partir de la antigua 1.ª circunscripción senatorial. Con una población que, según el censo del año 2017, alcanza los 330.558 habitantes, elige dos de los cincuenta senadores que integran el Senado de Chile.

## Representación
A febrero de 2023, la circunscripción senatorial 2 de Chile es representada por los siguientes senadores para el periodo 2018-2026:
| Periodo | Senador | Senador                             | Senador                   | Senador | Senador                                     | Senador                       | Mandato                                       |
| Periodo | Nombre  | Nombre                              | Partido                   | Nombre  | Nombre                                      | Partido                       | Mandato                                       |
| ------- | ------- | ----------------------------------- | ------------------------- | ------- | ------------------------------------------- | ----------------------------- | --------------------------------------------- |
| LV      |         | Jorge Soria Quiroga (Iquique, 1936) | Partido por la Democracia |         | Luz Ebensperger Orrego (Puerto Montt, 1964) | Unión Demócrata Independiente | 11 de marzo de 2018 - Actualmente en el cargo |

## Historia electoral

### Elecciones parlamentarias de 2017
| Pacto                               | Pacto                       | Candidato/a                 | Candidato/a                         | Partido                     | Votos                       | %        | Resultado |        |
| ----------------------------------- | --------------------------- | --------------------------- | ----------------------------------- | --------------------------- | --------------------------- | -------- | --------- | ------ |
|                                     | G. Frente Amplio            |                             | Rigoberto del Carmen Rojas Sarapura | PODER                       | 3 878                       | 4.19     |           |        |
|                                     | H. Sumemos                  |                             | Gabriel Gurovich Steiner            | TODOS                       | 3 445                       | 3.73     |           |        |
|                                     | H. Sumemos                  | Alejandra Guajardo Bizama   | IND-TODOS                           | 408                         | 0.44                        |          |           |        |
|                                     | H. Sumemos                  | Lorena Vergara Bravo        | IND-TODOS                           | 484                         | 0.52                        |          |           |        |
|                                     | N. La Fuerza de la Mayoría  |                             | Jorge Soria Quiroga                 | IND-PPD                     | 31 627                      | 34.20    | Senador   |        |
|                                     | N. La Fuerza de la Mayoría  | Astrid Abarca Ibarra        | IND-PS                              | 1 530                       | 1.65                        |          |           |        |
|                                     | N. La Fuerza de la Mayoría  | Franitza Mitrovic Varela    | IND-PS                              | 1 846                       | 2.00                        |          |           |        |
|                                     | P. Chile Vamos              |                             | Juan Carlos Carreño Carmona         | RN                          | 4 244                       | 4.59     |           |        |
|                                     | P. Chile Vamos              | Pamela Boyardi Villalobos   | RN                                  | 1 426                       | 1.54                        |          |           |        |
|                                     | P. Chile Vamos              | Luz Ebensperger Orrego      | UDI                                 | 21 195                      | 22.92                       | Senadora |           |        |
|                                     | R. Independientes           |                             | Fulvio Rossi Ciocca                 | IND                         | 22 398                      | 24.22    |           |        |
| Votos válidamente emitidos          | Votos válidamente emitidos  | Votos válidamente emitidos  | Votos válidamente emitidos          | Votos válidamente emitidos  | Votos válidamente emitidos  | 92 481   | 96.06     | 96.06  |
| Votos nulos                         | Votos nulos                 | Votos nulos                 | Votos nulos                         | Votos nulos                 | Votos nulos                 | 2 152    | 2.24      | 2.24   |
| Votos en blanco                     | Votos en blanco             | Votos en blanco             | Votos en blanco                     | Votos en blanco             | Votos en blanco             | 1 643    | 1.71      | 1.71   |
| Total de sufragios emitidos         | Total de sufragios emitidos | Total de sufragios emitidos | Total de sufragios emitidos         | Total de sufragios emitidos | Total de sufragios emitidos | 96 276   | 100.00    | 100.00 |
| Fuente: Servicio Electoral de Chile |                             |                             |                                     |                             |                             |          |           |        |